# Утренняя Долина
У́тренняя Доли́на — хутор в составе Минераловодского района (городского округа) Ставропольского края России.

## География
Расстояние до краевого центра: 119 км. Расстояние до районного центра: 18 км.

## История
Основан в 1924 году:8—9. Бывшее лютеранское село Моргенталь (нем. Morgental  — Утренняя долина). В советский период населённый пункт входил в состав Минераловодского района Орджоникидзевского края:313.
До 2015 года село Утренняя Долина относилось к территории муниципального образования «Сельское поселение Марьино-Колодцевский сельсовет» Минераловодского района Ставропольского края.

## Население
| 1925 | 1926 | 1989 | 2002 | 2010 | 2014 | 2021 |
| ---- | ---- | ---- | ---- | ---- | ---- | ---- |
| 203  | ↗206 | ↘101 | ↗119 | ↘99  | ↗100 | ↘57  |

Национальный состав
Из 206 жителей — 202 немцы (1926):313.
По данным переписи 2002 года, 92 % населения — русские.

## Памятники
- Братская могила 370 советских воинов, погибших при освобождении хутора от фашистских захватчиков. Январь 1943, 1955 года[13]